# I Get a Kick Out of You
«I Get a Kick Out of You» (с англ. — «Я получаю удовольствие от тебя») — песня Коула Портера, которая впервые была исполнена в бродвейском мюзикле 1934 года «Anything Goes», а затем в киноверсии 1936 года. Первоначально песню исполнила Этель Мерман, её перепели десятки известных исполнителей, включая Фрэнка Синатру, Долли Партон и Эллу Фицджеральд. Кавер-версия Мела Торме получила премию «Грэмми» 1996 года за лучшую инструментальную аранжировку с аккомпанирующим вокалом (аранжировщик Роб Макконнелл), в то время как дуэтная версия Тони Беннетта и Леди Гаги была номинирована на три награды на церемонии 2022 года, включая «Запись года».